# Стром Термонд
Џејмс Стром Термонд Старији (енгл. James Strom Thurmond Sr.; Еџфилд, 5. децембар 1902 — Еџфилд, 26. јун 2003) је био амерички генерал-мајор у резерви, адвокат, и политичар који је био сенатор из Јужне Каролине од 1954. до 2003. и 103. гувернер Јужне Каролине у периоду од 1947. до 1951. Власник је неколико рекорда у политици САД. У Сенату је служио 48 година, прво као члан Демократске странке, а након 1964. као члан Републиканске странке. Био је председнички кандидат на председничким изборима 1948. као члан Диксикратске партије, која је настала као фракција Јужних демократа која се противила законима против расне сегрегације и која је подржавала права индивидуалних држава у односу на јаку федералну власт. За њега је гласало 2,4% изашлих бирача, али се то превело у 39 изборничких гласова, пошто је та подршка била сконцентрисана у савезним државама Америчког југа. На тим изборима његова странка није испунила услове да се појави у тада свих 48 савезних држава.
Био је јак противник закона о грађанским правима доношених током педесетих и шездесетих година 20. века, а поводом неслагања о Закону о грађанским правима из 1957. је извео најдужи филибастер (опструкцију у Сенату) од стране једног сенатора који сам делује, након што је одржао говор који је трајао 24 часова и 18 минута. Гласао је против Закона о грађанским правима из 1964. и Закона о гласању из 1965. Упркос томе што је јавно подржавао расну сегрегацију, упорно је одбијао оптужбе да је расиста, инсистирајући на томе да заправо подржава права индивидуалних државних права у односу на претерану моћ федералне владе, коју је приписивао комунистичким лобистима. Променио је странку 1964. и постао је Републиканац, наводећи да Демократска странка више не представља људе попут њега, и на председничким изборима 1964. је подржао конзервативног Републиканца Барија Голдвотера, који се такође противио Закону о грађанским правима из 1964..
Са почетком седамдесетих је почео да ублажава своје ставове о раси, али је своју претходну подршку сегрегацији оправдавао борбом за права индивидуалних савезних држава, и тадашњим друштвеним приликама на Југу.
Три пута је био Привремени председник Сената САД, председавао је Комитетом Сената за судство од 1981. до 1987, и Комитетом за наоружање од 1995. до 1999. Пензионисао се 2003. као једини Конгресмен који је напунио 100 година током службе, и као Сенатор који је најдуже служио у Сенату са 48 година службе, али је тај рекорд по годинама службе касније оборио Роберт Берд и Данијел Иноуеј. Држи рекорд као Конгресмен са најдужом службом који је искључиво служио у Сенату. Такође је најдуже био Декан Сената САД са 14 година службе. Први је Сенатор који је изабран у Сенат а да није званично био наведен на гласачким листићима на изборима 1956. Пошто огранак Демократске странке није хтео да га номинује, а на изборима у САД је дозвољено дописати неког другог кандидата на изборном листу, тада је водио кампању као "уписани кандидат".